# Dahme/Mark
Dahme/Mark är en småstad i östra Tyskland, belägen i Landkreis Teltow-Fläming i förbundslandet Brandenburg, omkring 75 km söder om Berlin. Staden är administrativt säte för kommunalförbundet Amt Dahme/Mark, där även grannkommunerna Dahmetal, Ihlow och Niederer Fläming ingår.

## Geografi
Floden Dahme har sin källa i närheten av staden och rinner härifrån norrut mot Berlin där den mynnar i Spree vid Köpenick. Trakten omkring staden, Dahmer Land, utgör gränstrakten mellan Fläming och Niederlausitz. Landskapet i kommunen präglas av vidsträckta fält och flodslätter.

## Historia
Dahme omnämns första gången år 1186 som centrum i ett borglän och köptes omkring denna tid av ärkebiskopen Wichmann av Magdeburg, som i och med detta utökade sina domäner som herre till Jüterbog. Mellan mitten av 1100-talet och slutet av 1200-talet invandrade flamländare till regionen och grundade nya byar och städer, och vissa flamländska seder i trakten stammar från denna tid. År 1265 omnämns Dahme första gången som stad med stadsrättigheter. Genom freden i Prag (1635) tillföll staden Dahme Kurfurstendömet Sachsen. Efter Wienkongressen 1815 blev staden sedan en del av provinsen Brandenburg i Preussen. Staden bär sedan denna tid namnet Dahme/Mark, för att skilja den från andra orter med namnet Dahme.

## Kultur och sevärdheter

### Byggnadsminnen
Dahmes historiska stadskärna är omgärdad av en medeltida stadsmur, byggd av stenblock och myrmalm, och kallas därför Eiserne Mauer, järnmuren. Muren omnämndes första gången 1265 och är fortfarande till omkring 80 % bevarad. Stadens Mariakyrka grundlades i mitten på 1200-talet men har flera gånger fått byggas upp igen på grund av stadsbränder, den senaste 1666. Från år 1670 återuppbyggdes kyrkan i barockstil.
Rådhuset uppfördes 1893/1894 i nyrenässansstil, ritat av arkitekten Max Jacob. Framför rådhuset, på det gamla marknadstorget, står en postvägvisare, uppförd under Kurfurstendömet Sachsen.
Stadsbiblioteket och hembygdsmuseet är inrymda i ett korsvirkeshus från 1735.
Det tidigare barockslottet, ombyggt från en äldre medeltida vallgravsförsedd borg, uppfördes 1711-1715 under hertigarna Fredrik av Sachsen-Weissenfels-Dahme (1673-1715) och Johan Adolf II av Sachsen-Weissenfels. Renoveringsåtgärder av slottet avbröts 1957, och slottet förföll därefter till en ruin. Under 1990-talet och början av 2000-talet genomfördes bevaringsåtgärder av ruinen, som sedan dess används som kulturscen. Slottsparken har sedan 1901 en mindre djurpark.

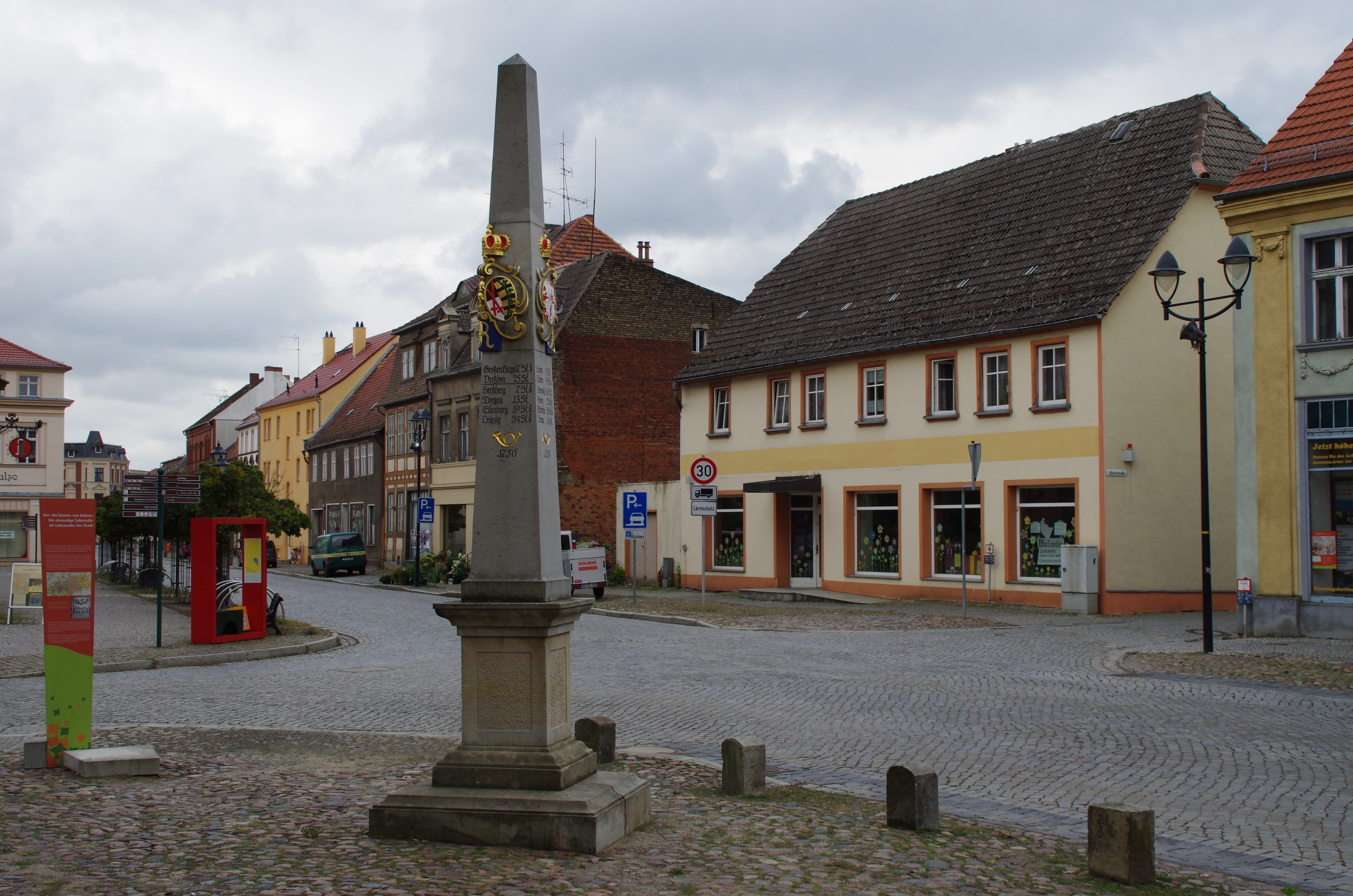
Postmilsten på Hauptstrasse
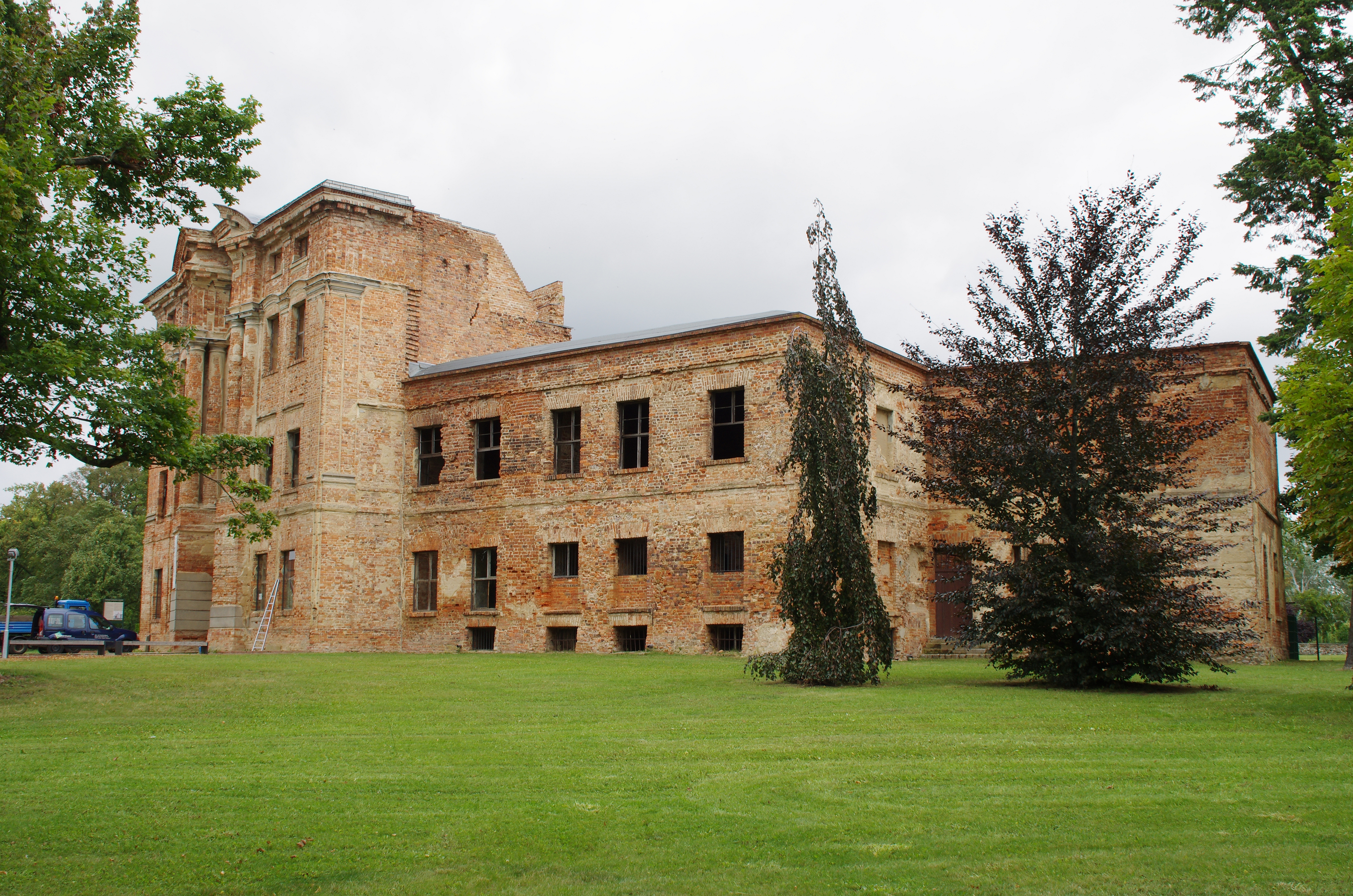
Slottsruinen
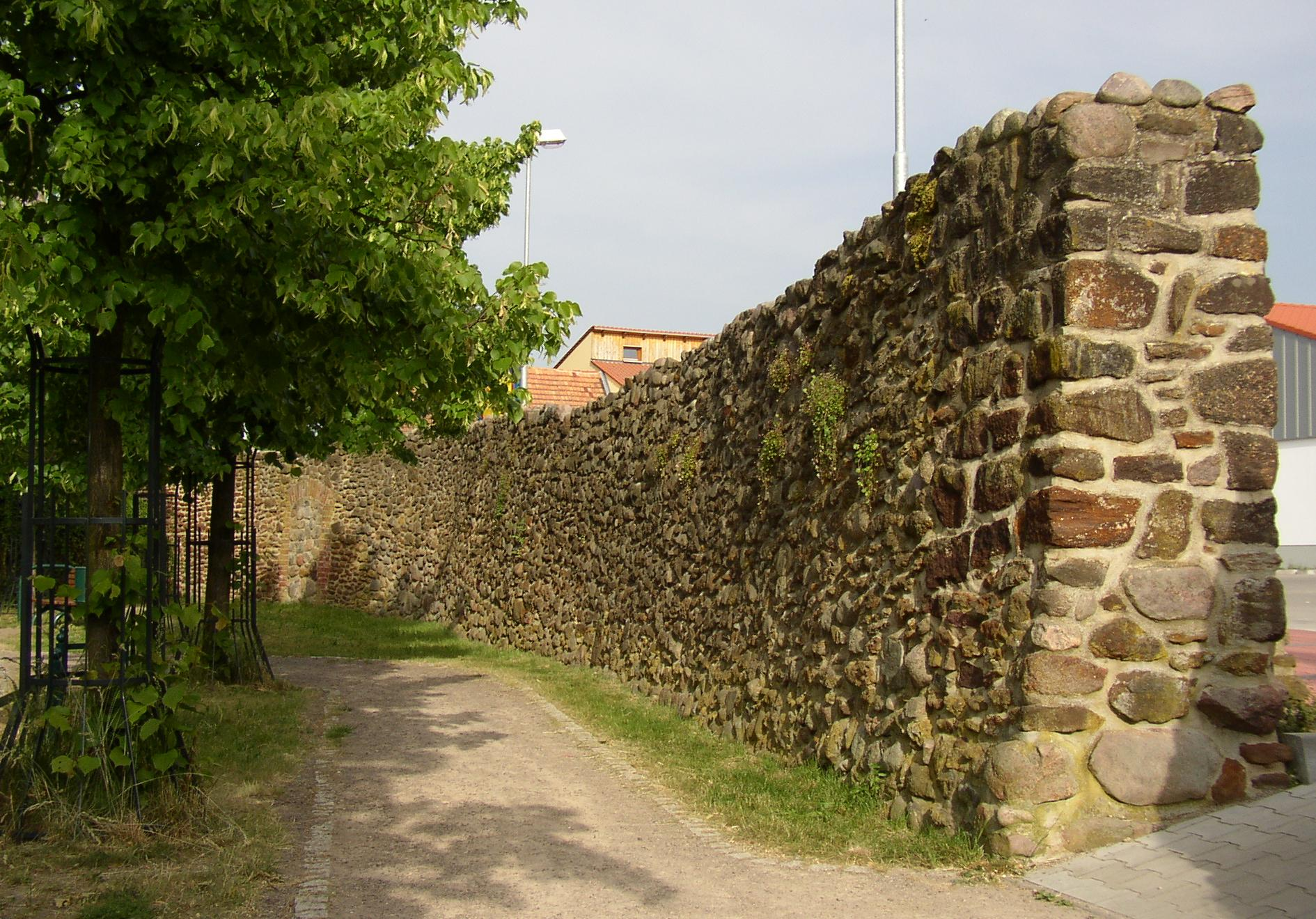
Stadsmuren

## Kommunikationer
Genom Dahmes centrum passerar förbundsvägen Bundesstrasse 102 (Wusterhausen/Dosse - Luckau), i öst-västlig riktning. Motorvägen A13 passerar omkring 25 km österut.
Staden har kollektivtrafikförbindelse med buss mot de närbelägna städerna Jüterbog och Luckau. Via järnvägsstationen i Luckau-Uckro finns regionalexpresstågförbindelse mot Berlin-Stralsund/Schwedt respektive mot Elsterwerda. Via Jüterbogs station finns förbindelse mot Falkenberg/Elster, Wittenberg samt Berlin - Rostock.

## Kända Dahmebor
- Abraham Buchholzer (1529-1584), teolog och historiker.
- Karsten Greve (född 1946), konsthandlare.
- Marie Kahle (1893-1948), författare.
- Roswitha Krause (född 1949), simmare och handbollsspelare.
- Otto Unverdorben (1806–1873), apotekare, upptäckare av anilin.
- Birgit Vanderbeke (född 1956), författare.